# مرشدي (مزايجان)
مرشدي (بالفارسية: مرشدی) هي قرية تقع في إيران في قسم مزایجان الريفي. يقدر عدد سكانها بـ 636 نسمة .